# Caminos de Guanajuato
Caminos de Guanajuato es una telenovela mexicana producida por Javier Pons para TV Azteca en 2015 y basada en la serie española de 2010 Gran Reserva.
Está protagonizada por Iliana Fox y Erik Hayser; y con las participaciones antagónicas de Álvaro Guerrero, Alejandra Lazcano, Alberto Guerra, Marco Pérez, Cinthia Vázquez, Sylvia Sáenz y Pia Watson. Cuenta con las actuaciones estelares de Dolores Heredia, Fabián Corres y Claudio Lafarga; además del regreso a las telenovelas de Vanessa Acosta.
Una vez finalizada esta telenovela, TV Azteca ocupó el horario estelar con las telenovelas extranjeras Amores robados, ¿Qué culpa tiene Fatmagül? y Cuestión de honor.
El 15 de agosto de 2016, TV Azteca regresó con producciones propias al horario estelar emitiendo la serie Un día cualquiera.

## Elenco
- Iliana Fox - Florencia Rivero Lozada
- Erik Hayser - Gilberto Coronel Manterola
- Álvaro Guerrero - Melchor de Jesús Coronel Orrantí
- Dolores Heredia - Magdalena Lozada Vda. de Rivero
- Alejandra Lazcano - María Clara Portillo Soler de Coronel
- Albero Guerra - Rómulo Coronel Manterola
- Fabián Corres - Pascual Coronel Manterola
- Vanessa Acosta - Alba Rosaura Coronel Manterola de Calles
- Marco Pérez - Alfredo "Fredy" Calles
- Claudio Lafarga - Darío Rivero Lozada
- Cinthia Vázquez - Sonia Flores Cano
- Sylvia Sáenz - Olivia Peñalosa
- Rodolfo Arias - Alonso Rivero / Adolfo Rivero
- Emilio Guerrero - Comandante Chavero
- Alan Ciangherotti - Javier Madero García
- Blas García - Callao
- Nohelia Betancourt - Celeste Montes de Oca
- Nahuel Escobar - Manuel Hernández Junco
- JuanMa Muñoz - José Ángel
- Marian Said - Cecilia Coronel Portillo
- Dani Crespo - María Coronel Flores
- Ramiro Tomasini - Hernán
- Héctor Parra - Horacio Lagunes
- Rafael Sánchez-Navarro - Javier Zamora
- Christian Vázquez - Celso Mora
- Gabriela Andrade - Soledad Lagunes
- Caribe Álvarez - Salomón
- Claudia Lobo - Rosaura Manterola
- Agustín Zurita - Héctor
- Amara Villafuerte - Dra. Velasco
- Francisco Barcala - Jesús Riojano
- Pilar Fernández - Nuria Cordero
- Natalia Farías - Lorena
- Pía Watson - Julia Coronel
- Larissa Mendizábal - Lariza Jerezano
- Israel Amescua - Ramón Manterola / Ramón Coronel Manterola
- Jair de Rubin - Emilio
- Saúl Hernández - Adrián
- Carlos del Campo - Dr. Carlos Rubin
- Paco Mauri - Ramiro Belmonte
- Georgina Tabora - Elvira
- Antuan - Jonás
- Citlali Galindo - Lic. Perla Martínez
- Mayra Sierra - Mar
- Adrián Rubio - Marcos Celaya
- Eduardo Mendoza Vargas - Mati